# Pädagogische Hochschule Vorarlberg

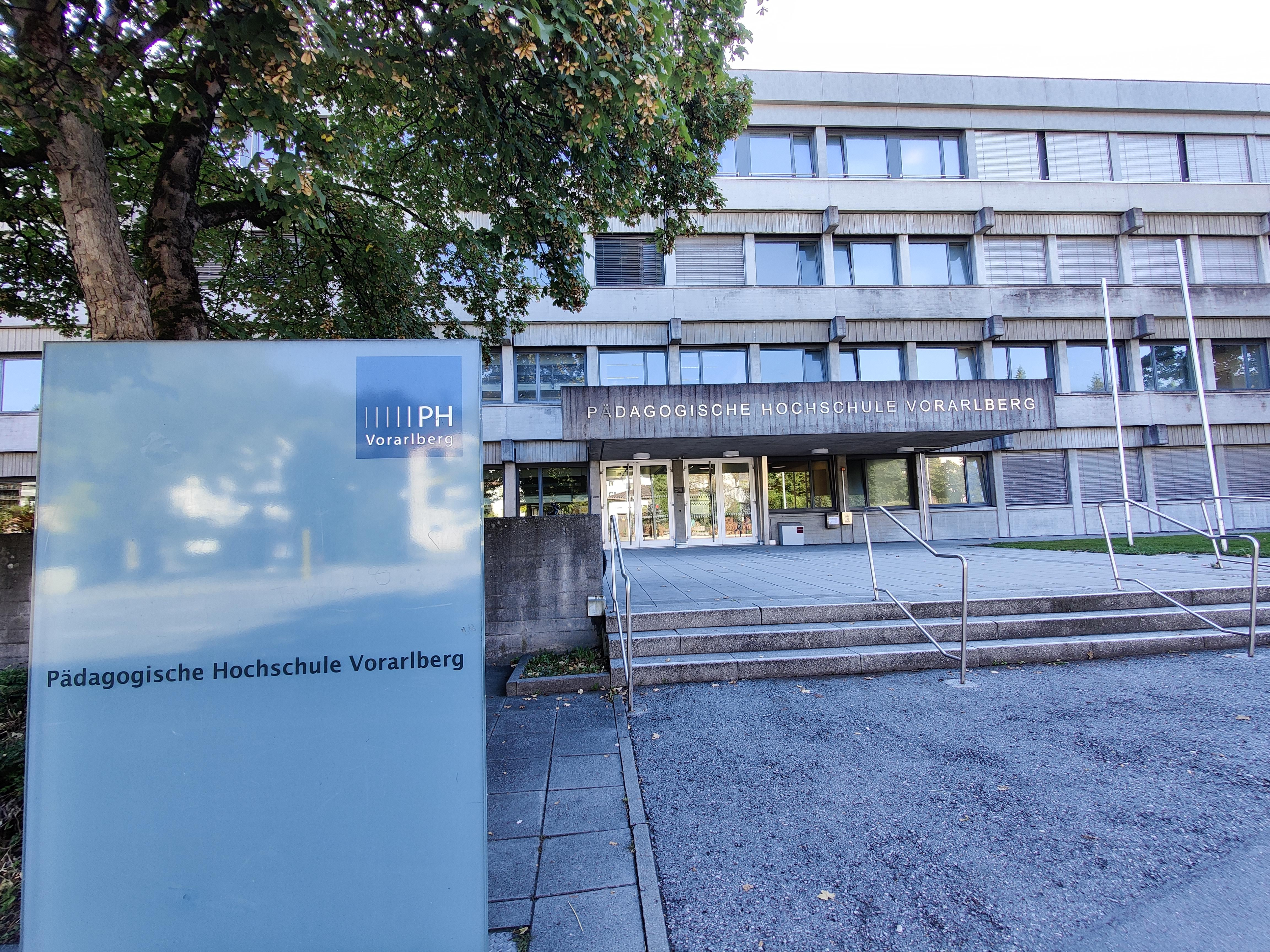
Der Haupteingang der PH Vorarlberg

Die Pädagogische Hochschule Vorarlberg ist eine Pädagogische Hochschule im österreichischen Bundesland Vorarlberg. Sie bietet am Standort Feldkirch Bachelor- und Masterstudien für das Lehramt Primarstufe und Sekundarstufe inklusive der Oberstufe an, organisiert die Fort- und Weiterbildung für ca. 6000 Lehrpersonen aller Schularten in Vorarlberg und bildet Freizeitpädagogen/Freizeitpädagoginnen aus. Praxisschulen der Pädagogischen Hochschule ermöglichen Studierenden Lehrerfahrungen in der Primar- und Sekundarstufe. Rektorin ist Elisabeth Haas.

## Geschichte
Gegründet wurde die PH Vorarlberg am 29. September 2007 unter Rektor Ivo Brunner, der offizielle Vollbetrieb startete am 1. Oktober 2007. Vorgängerinstitutionen der Pädagogischen Hochschule waren die Pädagogische Akademie des Bundes in Vorarlberg, die im selben Gebäude in Feldkirch bestand, sowie das Pädagogische Institut des Landes Vorarlberg und das Pädagogische Institut des Bundes in Vorarlberg.

## Studium

### Studiengänge
- Studiengang Primarstufe: Das Studium gliedert sich in ein Bachelorstudium (6 Semester) sowie ein Masterstudium (mindestens 2 Semester). Im Bachelorstudium werden Schwerpunkte gewählt. Der Studienabschluss berechtigt zum Unterrichten von Schülerinnen und Schülern der 1. bis 4. Schulstufe an einer Volksschule. Ein begleitetes Praxisjahr führt in den Beruf ein. Ab Schuljahr 2025/26 wurde das Bachelorstudium von 8 auf 6 Semester gekürzt.
- Studiengang Sekundarstufe Allgemeinbildung: Das Studium gliedert sich in ein Bachelorstudium (8 Semester) sowie ein Masterstudium (4 Semester). Im Bachelorstudium werden zwei Unterrichtsfächer oder ein Unterrichtsfach und eine Spezialisierung gewählt. Im Verbund können alle Unterrichtsfächer und mehrere Spezialisierungen studiert werden. Der Studienabschluss berechtigt in den absolvierten Unterrichtsfächern zum Unterricht von Schülern der 5. bis 13. Schulstufe. Ein begleitetes Praxisjahr führt in den Beruf ein.
- Studiengang Sekundarstufe Berufsbildung als gemeinsam eingerichtetes Studien mit der PH Tirol: Das Bachelorstudium „Duale Ausbildung sowie Technik und Gewerbe“ berechtigt zum Unterricht an Berufsschulen. Das Bachelorstudium „Facheinschlägige Studien ergänzende Studien“ richtet sich an Personen, die an Berufsbildenden mittleren und höheren Schulen unterrichten möchten.

### Fortbildungsangebot
Die Fortbildungsveranstaltungen für Landeslehrer und Bundeslehrer umfassen pro Semester etwa 350 bis 400 ein- und mehrtägige Kurse.

### Weiterbildungsangebot
Das Weiterbildungsangebot umfasst unterschiedliche Lehrgänge und Hochschullehrgänge.

Innenhof Pädagogische Hochschule Vorarlberg

### Institute
- Institut für Primarstufenbildung: Silvia Pichler, Institutsleiterin
- Institut für Sekundarbildung und Fachdidaktik: Christoph Erath, Institutsleiter
- Institut für Schulentwicklung, Fort- und Weiterbildung: Florian Bassa, Institutsleiter
- Institut für Bildungssoziologie: Gudrun Quenzel, Institutsleiterin